# Ryan Moore
Ryan Lee Moore (né le 18 septembre 1983) est un jockey britannique.

## Carrière
Ryan Moore est un enfant de la balle, au sein d'une famille de jockeys et d'entraîneurs. Son grand-père était entraîneur, son père Gary L. Moore jockey et entraîneur de chevaux d'obstacles, et ses frères sont des jockeys d'obstacles. À cheval dès l'âge de 4 ans, il se destine pourtant au football, faisant même un essai au club de Brighton and Hove Albion. Mais finalement il se dirige vers une carrière de jockey et devient apprenti chez l'entraîneur Richard Hannon. Il décroche le titre de champion des apprentis en 2003. Il passe ensuite chez Sir Michael Stoute, pour lequel il remporte en 2009 un troisième titre de champion jockey, puis en 2010 deux des plus prestigieuses courses au monde, le Derby d'Epsom et le Prix de l'Arc de Triomphe, à chaque fois en selle sur Workforce. L'année suivante il est engagé comme premier jockey de Coolmore, l'une sinon la plus puissante écurie du monde, ce qui lui permet de bâtir un palmarès exceptionnel. En 2016 le record du nombre de courses de groupe remportées en un an, record détenu auparavant par Johnny Murtagh, puis l'année suivante il franchit le cap des 2 000 victoires. Ryan Moore gagne à trois reprises le Longines World’s Best Jockey Award, récompensant le meilleur jockey du monde au niveau des courses de groupe. 

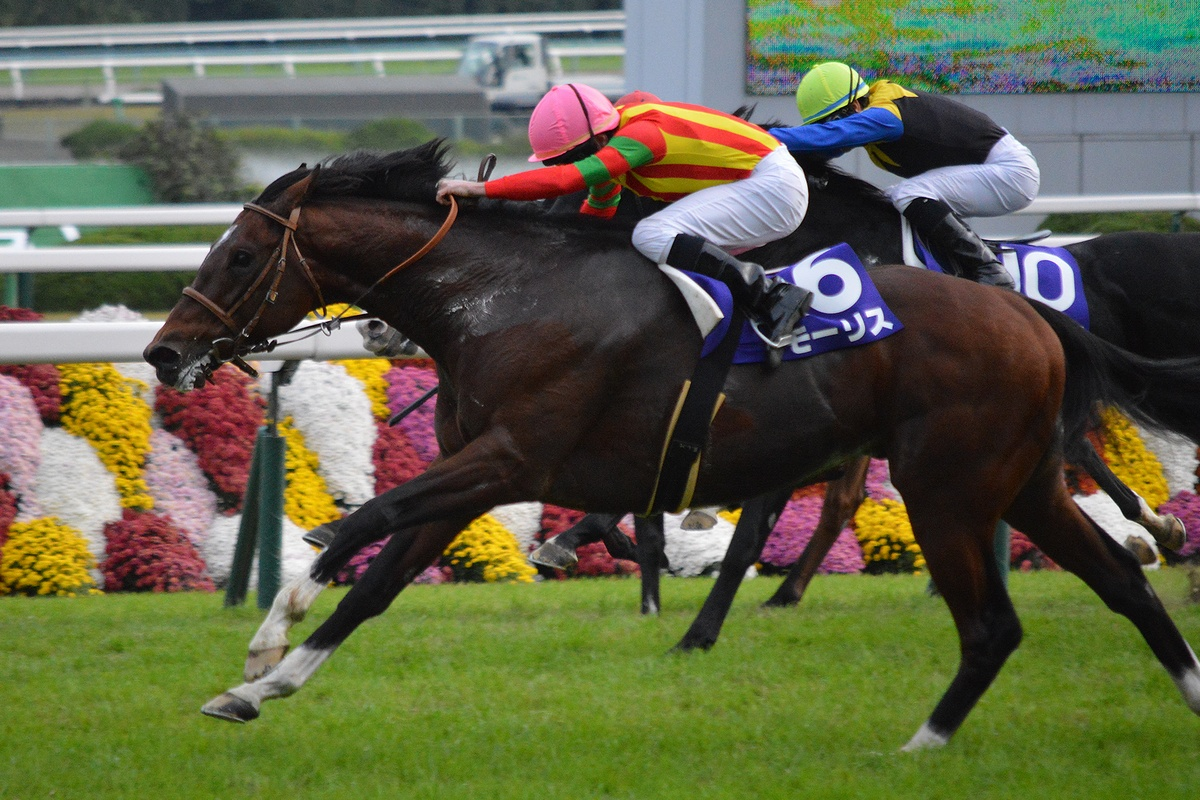
Ryan Moore en selle sur Maurice dans le Mile Championship (2015)

## Palmarès dans les courses deGroupe I
Royaume-Uni
- Derby d'Epsom – 5 – Workforce (2010), Ruler of The World (2013), Auguste Rodin (2023), City of Troy (2024), Lambourn (2025)
- Oaks – 5 – Snow Fairy (2010), Minding (2016), Love (2020), Tuesday (2022), Minnie Hauk (2025)
- 2000  Guinées – 2 – Gleneagles (2015), Churchill (2017)
- 1000 Guinées – 4 – Homecoming Queen (2013), Legatissimo (2015), Minding (2016), Love (2020)
- St. Leger – 3 – Capri (2017), Kew Gardens (2018), Continuous (2023)
- King George VI and Queen Elizabeth Diamond Stakes – 2 – Conduit (2009), Highland Reel (2016)
- Dewhurst Stakes – 5 – Beethoven (2009), Air Force Blue (2015), Churchill (2016), US Navy Flag (2017), City of Troy (2023)
- Coronation Cup – 5 – Ask (2009), St Nicholas Abbey (2011), Highland Reel (2017), Luxembourg (2024), Jan Brueghel (2025)
- Eclipse Stakes – 5 – Notnowcato (2007), St Mark's Basilica (2021), Paddington (2023), City of Troy (2024), Delacroix (2025)
- Nassau Stakes – 5 – Minding (2016), Winter (2017), Fancy Blue (2020), Opera Singer (2024), Whirl (2025)
- Yorkshire Oaks – 4 – Tapestry (2014), Love (2020), Snowfall (2021), Content (2024)
- Falmouth Stakes – 4 – Integral (2014), Alice Springs (2016), Roly Poly (2017), Porta Fortuna (2024)
- Sun Chariot Stakes – 3 – Integral (2014), Alice Springs (2016), Roly Poly (2017)
- Diamond Jubilee Stakes – 3 – Twilight Son (2016), Merchant Navy (2018), Dream of Dreams (2021)
- Ascot Gold Cup – 3 – Estimate (2013), Order of St George (2016), Kyprios (2022)
- Futurity Trophy – 3 – Saxon Warrior (2017), Luxembourg (2021), Auguste Rodin (2022)
- St. James's Palace Stakes – 3 – Gleneagles (2015), Circus Maximus (2019), Paddington (2023)
- Fillies' Mile – 3 – Minding (2015), Rhododendron (2016), Ylang Ylang (2023)
- Prince of Wales's Stakes – 3 – Highland Reel (2017), Love (2021), Auguste Rodin (2024)
- International Stakes – 3 – Notnowcato (2006), Japan (2019), City of Troy (2024)
- Cheveley Park Stakes – 3 – Clemmie (2017), Tenebrism (2021), Lake Victoria (2024)
- Coronation Stakes – 2 – Rizeena (2014), Winter (2017)
- British Champions Fillies & Mares Stakes – 2 – Hydrangea (2017), Magical (2018)
- July Cup – 2 – US Navy Flag (2018), Ten Sovereigns (2019)
- Sussex Stakes – 2 – The Gurkha (2016), Paddington (2023)
- Goodwood Cup – 2 – Kyprios (2022, 2024)
- Queen Elizabeth II Stakes – 1 – Minding (2016)
- Commonwealth Cup – 1 – Caravaggio (2017)
- Lockinge Stakes – 1 – Rhododendron (2018)
- Queen Anne Stakes – 1 – Circus Maximus (2020)
- Middle Park Stakes – 1 – Blackbeard (2022)

 Irlande
- Irish Derby – 3 – Auguste Rodin (2023), Los Angeles (2024), Lambourn (2025)
- Irish Oaks – 4 – Snow Fairy (2010) , Snowfall (2021), Savethelastdance (2023), Minnie Hauk (2025)
- 2.000 Guinées Irlandaises – 3 – Gleneagles (2015), Churchill (2017), Paddington (2023)
- 1.000 Guinées Irlandaises – 4 – Marvellous (2014), Winter (2017), Hermosa (2019), Lake Victoria (2025)
- Irish St Leger – 4 – Order of St George (2017), Flag of Honour (2018), Kyprios (2022, 2024)
- Irish Champion Stakes – 5 – The Grey Gatsby (2014), Magical (2019), St Mark's Basilica (2021), Luxembourg (2022), Auguste Rodin (2023)
- Tattersalls Gold Cup – 4 – So You Think (2011), Magical (2019), Luxembourg (2023), Los Angeles (2025)
- Pretty Polly Stakes – 3 – Promising Lead (2008), Minding (2016), Whirl (2025)
- Matron Stakes – 2 – Echelon (2007), Alice Springs (2016)
- Moyglare Stud Stakes – 2 – Love (2019), Shale (2020)
- Phoenix Stakes – 2 – Sioux Nation (2017), Little Big Bear (2022)
- National Stakes – 2 – Churchill (2016), Henry Longfellow (2023)
- Flying Five Stakes – 1 – Fairyland (2019)

 France

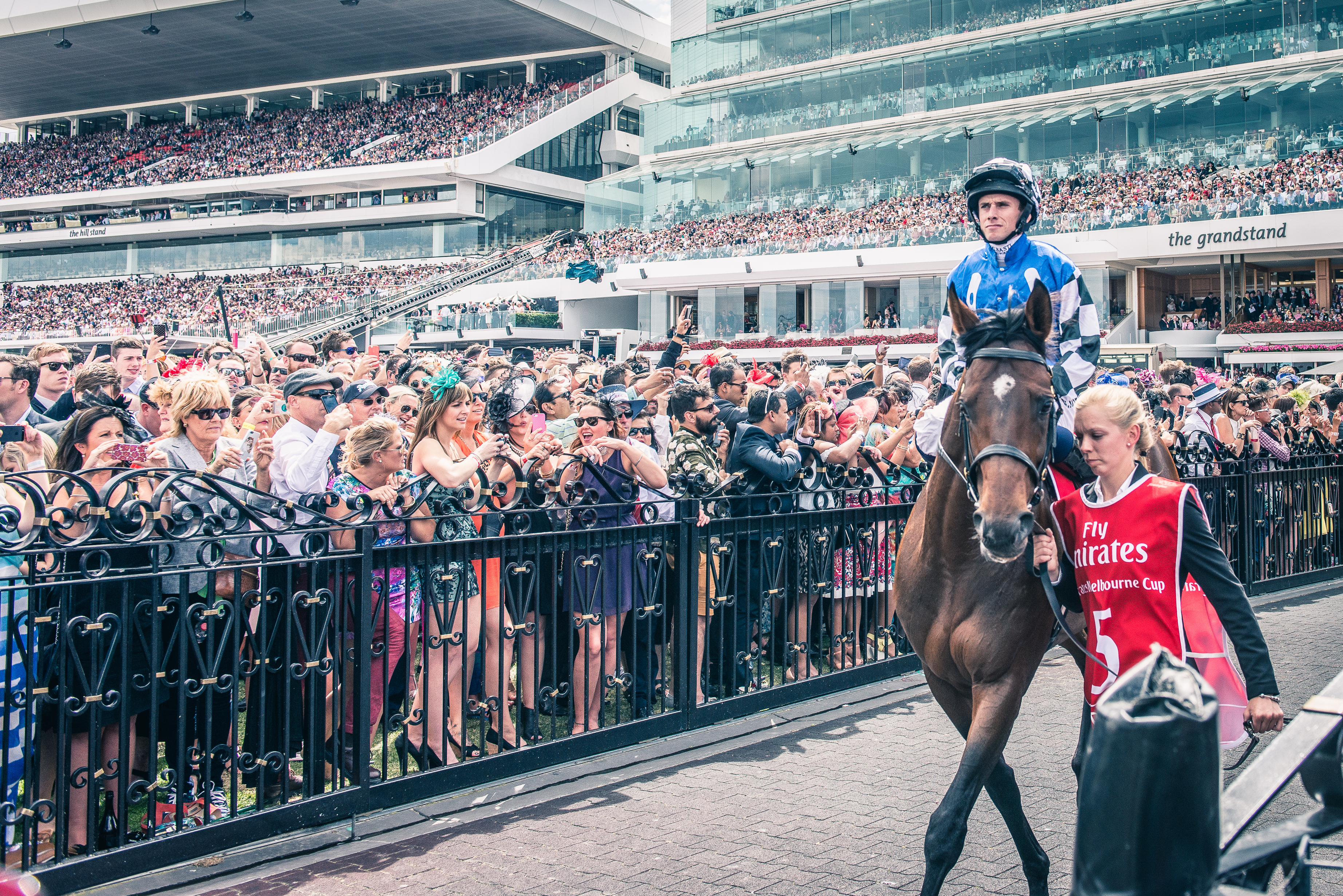
Ryan Moore avant la Melbourne Cup 2014, qu'il remporte avec Protectionist

- Prix de l'Arc de Triomphe – 2 – Workforce (2010), Found (2016)
- Prix du Jockey Club – 2 – The Grey Gatsby (2014), Camille Pissarro (2025)
- Poule d'Essai des Poulains – 2 – The Gurkha (2016), Henri Matisse (2025)
- Prix Marcel Boussac – 3 – Found (2014), Ballydoyle (2015), Opera Singer (2023)
- Prix Royal–Oak – 2 – Allegretto (2007), Ask (2009)
- Grand Prix de Saint–Cloud – 2 – Spanish Moon (2009), Novellist (2013)
- Grand Prix de Paris – 2 – Kew Gardens (2018), Japan (2019)
- Prix Rothschild – 2 – Roly Poly (2017), Mother Earth (2021)
- Prix du Cadran – 2 – High Jinx (2014), Kyprios (2022)
- Prix Morny – 2 – Blackbeard (2022), Whistlejacket (2024)
- Critérium International – 2 – Johannes Vermeer (2015), Twain (2024)
- Prix Maurice de Gheest – 1 – King's Apostle (2009)
- Prix Jean–Luc Lagardère – 1 – Happily (2017)
- Prix du Moulin de Longchamp – 1 – Circus Maximus (2019)
- Prix Saint-Alary – 1 – Above The Curve (2022)
- Prix Jean Prat – 1 – Tenebrism (2022)

 Allemagne
- Bayerisches Zuchtrennen – 1 – Linngari (2008)

 Italie

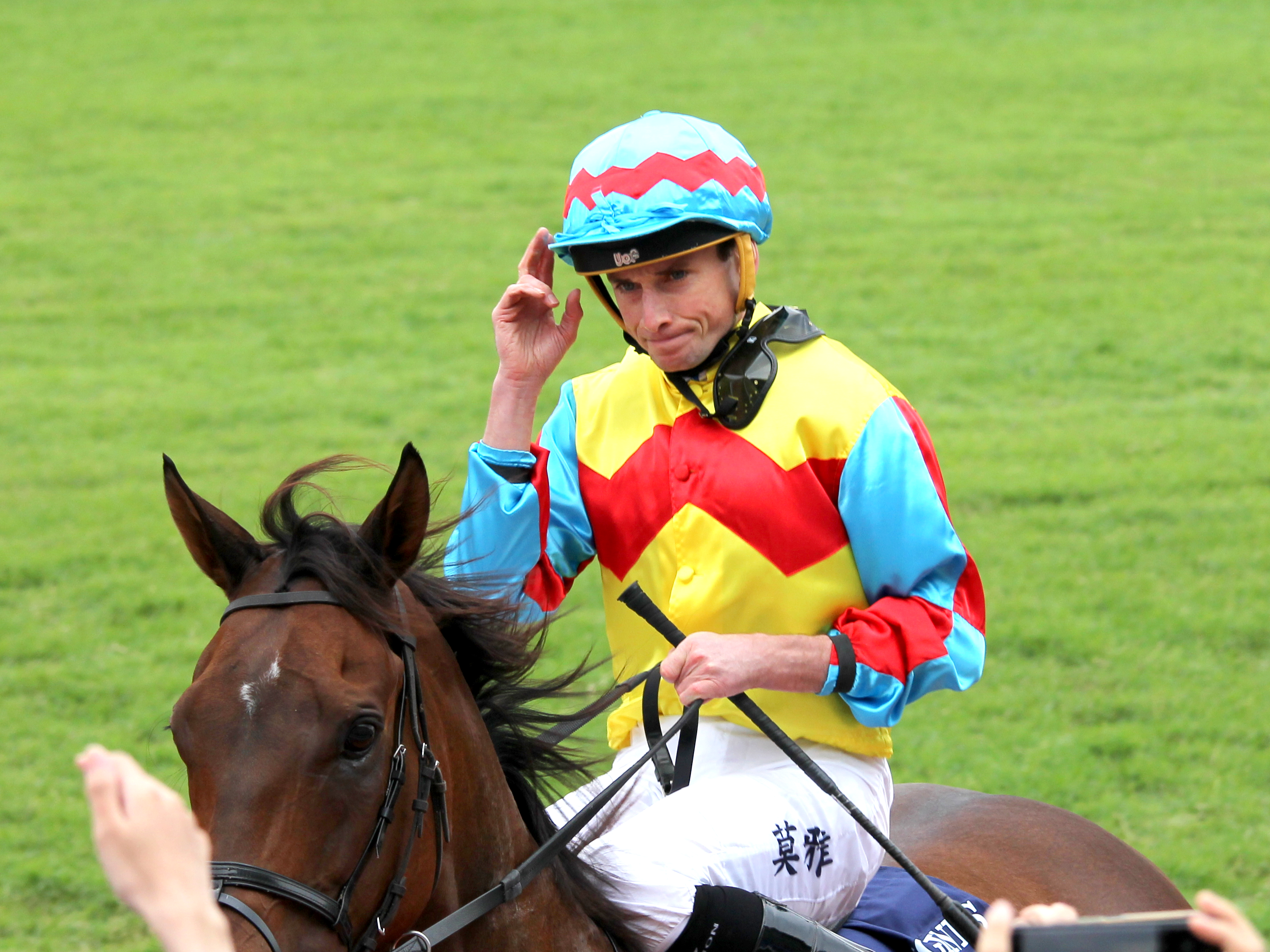
Ryan Moore après sa victoire dans le Hong Kong Sprint 2022 en selle sur Wellington

- Gran Criterium – 1 – Scintillo (2007)

 Japon
- Japan Cup – 2 – Gentildonna (2013), Vela Azul (2022)
- Queen Elizabeth II Cup – 2 – Snow Fairy (2010, 2011)
- Asahi Hai Futurity Stakes – 2 – Asia Express (2013), Salios (2019)
- Mile Championship – 1 – Maurice (2015)
- Tenno Sho (automne) – 1 – Maurice (2016)
- Champions Cup – 1 – Gold Dream (2017)

 États-Unis
- Breeders' Cup Juvenile Turf – 7 – Wrote (2011), George Vancouver (2012), Hit It A Bomb (2015), Mendelssohn (2017), Victoria Road (2022), Unquestionable (2023), Henri Matisse (2024)
- Breeders' Cup Turf – 5 – Conduit (2008, 2009), Magician (2013), Found (2015), Auguste Rodin (2023)
- Breeders' Cup Filly & Mare Turf – 2 – Dank (2013), Tuesday (2022)
- Breeders' Cup Juvenile Fillies Turf – 2 – Meditate (2022), Lake Victoria (2024)
- Beverly D. Stakes – 3 – Dank (2013), Euro Charline (2014), Santa Barbara (2021)
- Pegasus World Cup Turf – 1 – Warm Heart (2024)
- Belmont Oaks Invitational Stakes – 2 – Athena (2018), Santa Barbara (2021)
- Secretariat Stakes – 1 – Adelaide (2014)
- Belmont Derby Invitational Stakes – 1 – Bolshoi Ballet (2021)

 Australie
- Melbourne Cup – 1 – Protectionist (2014)
- Cox Plate – 1 – Adelaide (2014)
- Golden Slipper – 1 – Shinzo (2023)
- Ranvet Stakes – 1 – Dubaï Honour (2023)

 Émirats arabes unis

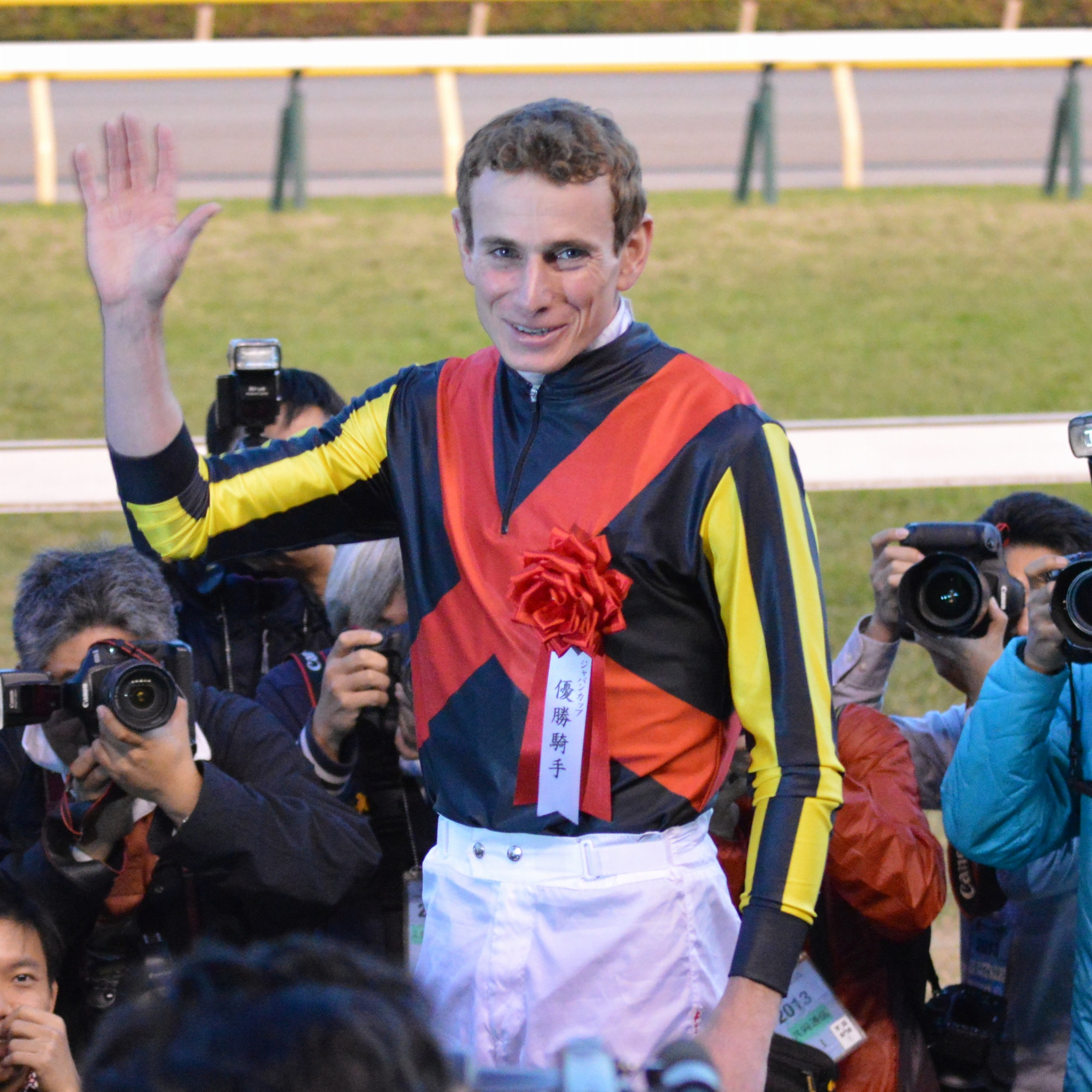
Ryan Moore après sa victoire dans la Japan Cup 2013 avec Gentildonna

- Dubai Duty Free Stakes – 1 – Presvis (2011)
- Dubai Sheema Classic – 1 – Gentildonna (2014)
- Dubai Turf – 1 – Real Steel (2016)
- Dubaï Golden Shaheen – 1 – Sibelius (2023)
- Jebel Hatta – 1 – Presvis (2010)
- Al Quoz Sprint – 1 – Extravagant Kid (2021)

 Canada
- Canadian International Stakes – 3 – Joshua Tree (2013), Hillstar (2014), Cannock Chase (2015)
- E.P. Taylor Stakes – 1 – Curvy (2015)

 Hong Kong
- Hong Kong Vase – 3 – Highland Reel (2015, 2017), Mogul (2020)
- Hong Kong Cup – 2 – Snow Fairy (2010), Maurice (2016)
- Hong Kong Sprint – 2 – Danon Smash (2020), Wellington (2022)
- Queen Elizabeth II Cup – 1 – Presvis (2009)
- Hong Kong Derby – 1 – Ping Hai Star (2018)